# Gran Premio motociclistico di Gran Bretagna 1984
Il Gran Premio motociclistico di Gran Bretagna 1984 fu il decimo appuntamento del motomondiale 1984.
Si svolse il 5 agosto 1984 sul circuito di Silverstone e vide la vittoria di Randy Mamola nella classe 500, di Christian Sarron nella classe 250, di Ángel Nieto nella classe 125 e di Egbert Streuer nella classe sidecar.
Al termine del Gran Premio lo spagnolo Ángel Nieto ha avuto la certezza matematica del suo 13º titolo iridato.

## Classe 500
Con il secondo posto ottenuto in questa gara, lo statunitense Eddie Lawson è ormai a un passo dal titolo mondiale, perdurando oltremodo l'assenza del maggior rivale Freddie Spencer infortunatosi in una gara negli Stati Uniti d'America, avendo 23 punti di vantaggio a due gare dal termine.
La prova è stata vinta da un altro statunitense, Randy Mamola, al secondo successo della stagione, e al terzo posto è giunto il britannico Ron Haslam.

### Arrivati al traguardo
| Pos. | Pilota             | Moto       | Tempo    | Griglia | Punti |
| ---- | ------------------ | ---------- | -------- | ------- | ----- |
| 1    | Randy Mamola       | Honda      | 42.18.64 | 4       | 15    |
| 2    | Eddie Lawson       | Yamaha     | 42.21.09 | 3       | 12    |
| 3    | Ron Haslam         | Honda      | 42.36.90 | 5       | 10    |
| 4    | Virginio Ferrari   | Yamaha     | 42.54.55 | 6       | 8     |
| 5    | Barry Sheene       | Suzuki     | 42.55.11 | 7       | 6     |
| 6    | Wayne Gardner      | Honda      | 43.07.89 | 13      | 5     |
| 7    | Robert McElnea     | Suzuki     | 43.28.42 | 12      | 4     |
| 8    | Takazumi Katayama  | Honda      | 43.28.45 | 19      | 3     |
| 9    | Roger Marshall     | Honda      | 43.28.58 | 14      | 2     |
| 10   | Christian Le Liard | Chevallier | 43.32.96 | 22      | 1     |
| 11   | Franco Uncini      | Suzuki     | 43.33.19 | 10      |       |
| 12   | Reinhold Roth      | Honda      | 43.43.78 | 15      |       |
| 13   | Keith Huewen       | Suzuki     | 43.48.94 | 29      |       |
| 14   | Mark Salle         | Suzuki     | 43.49.06 | 25      |       |
| 15   | Paul Iddon         | Suzuki     | 43.49.36 | 28      |       |
| 16   | Steve Parrish      | Yamaha     | 43.50.89 | 18      |       |
| 17   | Mick Grant         | Suzuki     | 1 giro   | 17      |       |
| 18   | Fabio Biliotti     | Honda      | 1 giro   | 21      |       |
| 19   | Boet van Dulmen    | Suzuki     | 1 giro   | 9       |       |
| 20   | Trevor Nation      | Suzuki     | 1 giro   | 37      |       |
| 21   | Graham Wood        | Yamaha     | 1 giro   | 26      |       |
| 22   | Simon Buckmaster   | Suzuki     | 1 giro   | 35      |       |
| 23   | Rob Punt           | Suzuki     | 1 giro   | 36      |       |
| 24   | Mile Pajic         | Honda      | 1 giro   | 42      |       |
| 25   | Massimo Broccoli   | Honda      | 1 giro   | 38      |       |
| 26   | Louis-Luc Maisto   | Honda      | 2 giri   | 43      |       |
| 27   | Paolo Ferretti     | Suzuki     | 2 giri   | 40      |       |
| 28   | Christoph Bürki    | Suzuki     | 2 giri   | 39      |       |
| 29   | Lorenzo Ghiselli   | Suzuki     | 2 giri   | 33      |       |
| 30   | Alan Irwin         | Suzuki     | 6 giri   | 41      |       |

### Ritirati
| Pilota              | Moto       | Motivo | Griglia |
| ------------------- | ---------- | ------ | ------- |
| Didier de Radiguès  | Chevallier |        | 2       |
| David Griffith      | Suzuki     |        | 34      |
| Paul Lewis          | Suzuki     |        | 8       |
| Wolfgang von Muralt | Suzuki     |        | 16      |
| Klaus Klein         | Suzuki     |        | 23      |
| Gary Lingham        | Suzuki     |        | 31      |
| Leandro Becheroni   | Suzuki     |        | 11      |
| Henk van der Mark   | Honda      |        | 32      |
| Raymond Roche       | Honda      |        | 1       |
| Sergio Pellandini   | Suzuki     |        | 20      |
| Roger Burnett       | Suzuki     |        | 30      |
| Joey Dunlop         | Honda      |        | 24      |

## Classe 250
Il francese Christian Sarron ha qui ottenuto la sua terza vittoria stagionale, consolidando il primato in classifica che comanda con 27 punti di vantaggio sul tedesco Manfred Herweh, qui costretto al ritiro.
Alle altre due posizioni del podio sono giunti lo spagnolo Sito Pons e il venezuelano Carlos Lavado, battuti da Sarron in volata. Tra l'altro anche altri tre piloti sono giunti al traguardo staccati di meno di un secondo dal vincitore.

### Arrivati al traguardo
| Pos. | Pilota                 | Moto      | Tempo    | Griglia | Punti |
| ---- | ---------------------- | --------- | -------- | ------- | ----- |
| 1    | Christian Sarron       | Yamaha    | 38.03.90 | 3       | 15    |
| 2    | Andy Watts             | EMC       | 38.04.14 | 11      | 12    |
| 3    | Carlos Lavado          | Yamaha    | 38.04.37 | 4       | 10    |
| 4    | Jean-François Baldé    | Pernod    | 38.04.54 | 2       | 8     |
| 5    | Martin Wimmer          | Yamaha    | 38.04.64 | 5       | 6     |
| 6    | Sito Pons              | Rotax     | 38.04.65 | 7       | 5     |
| 7    | Harald Eckl            | Rotax     | 38.15.76 | 10      | 4     |
| 8    | Jean-Michel Mattioli   | Yamaha    | 38.16.01 | 21      | 3     |
| 9    | Jacques Cornu          | Yamaha    | 38.28.67 | 18      | 2     |
| 10   | Teruo Fukuda           | Yamaha    | 38.28.70 | 14      | 1     |
| 11   | Anton Mang             | Yamaha    | 38.28.88 | 16      |       |
| 12   | Herbert Besendörfer    | Yamaha    | 38.28.89 | 12      |       |
| 13   | Jacques Bolle          | Pernod    | 38.30.85 | 29      |       |
| 14   | Wayne Rainey           | Yamaha    | 38.31.38 | 19      |       |
| 15   | Donnie McLeod          | Yamaha    | 38.45.90 | 32      |       |
| 16   | Thierry Rapicault      | Yamaha    | 39.00.45 | 24      |       |
| 17   | Karl-Thomas Grässel    | Yamaha    | 39.01.16 | 25      |       |
| 18   | Siegfried Minich       | Yamaha    | 39.01.23 | 28      |       |
| 19   | Patrick Fernandez      | Yamaha    | 39.04.62 | 27      |       |
| 20   | Paul Tinkler           | Yamaha    | 39.11.98 | 39      |       |
| 21   | René Delaby            | Yamaha    | 39.28.28 | 42      |       |
| 22   | Graeme McGregor        | EMC       | 39.32.95 | 34      |       |
| 23   | Bruno Lüscher          | Yamaha    | 39.32.96 | 35      |       |
| 24   | Jean-Louis Guignabodet | Yamaha    | 39.33.18 | 41      |       |
| 25   | Graham Young           | Rotax     | 1 giro   | 33      |       |
| 26   | Gary Noël              | EMC       | 1 giro   | 37      |       |
| 27   | Manfred Obinger        | Yamaha    | 1 giro   | 40      |       |
| 28   | Niall Mackenzie        | Armstrong | 1 giro   | 26      |       |

### Ritirati
| Pilota           | Moto       | Motivo | Griglia |
| ---------------- | ---------- | ------ | ------- |
| Manfred Herweh   | Rotax      |        | 1       |
| Guy Bertin       | MBA        |        | 8       |
| Alan Carter      | Yamaha     |        | 9       |
| Richard Hubin    | Yamaha     |        | 13      |
| Stéphane Mertens | Yamaha     |        | 15      |
| Thierry Espié    | Chevallier |        | 17      |
| Roland Freymond  | Yamaha     |        | 20      |
| Carlos Cardús    | Rotax      |        | 6       |
| August Auinger   | Monnet     |        | 22      |

## Classe 125
Ángel Nieto ottiene matematicamente il titolo iridato dopo aver ottenuto la sesta vittoria in sei gare disputate; in questo caso alle sue spalle sono giunti il francese Jean-Claude Selini e l'italiano Fausto Gresini.

### Arrivati al traguardo
| Pos. | Pilota             | Moto    | Tempo    | Griglia | Punti |
| ---- | ------------------ | ------- | -------- | ------- | ----- |
| 1    | Ángel Nieto        | Garelli | 33.43.58 | 7       | 15    |
| 2    | Jean-Claude Selini | MBA     | 33.49.21 | 3       | 12    |
| 3    | Fausto Gresini     | Garelli | 33.49.51 | 10      | 10    |
| 4    | Bruno Kneubühler   | MBA     | 33.49.69 | 1       | 8     |
| 5    | Maurizio Vitali    | MBA     | 34.07.13 | 6       | 6     |
| 6    | Luca Cadalora      | MBA     | 34.07.28 | 30      | 5     |
| 7    | Olivier Liegeois   | MBA     | 34.07.43 | 12      | 4     |
| 8    | Stefano Caracchi   | MBA     | 34.22.41 | 8       | 3     |
| 9    | Johnny Wickström   | MBA     | 34.23.52 | 17      | 2     |
| 10   | Jacky Hutteau      | MBA     | 34.42.11 | 18      | 1     |
| 11   | Anton Straver      | MBA     | 34.50.85 | 16      |       |
| 12   | Ezio Gianola       | MBA     | 34.59.99 | 13      |       |
| 13   | Domenico Brigaglia | MBA     | 34.59.99 | 20      |       |
| 14   | Mike Leitner       | MBA     | 35.17.40 | 24      |       |
| 15   | Willi Hupperich    | Seel    | 35.24.25 | 23      |       |
| 16   | Alojz Pavlič       | MBA     | 35.27.04 | 26      |       |
| 17   | Tony Smith         | Casal   | 1 giro   | 25      |       |
| 18   | Helmut Lichtenberg | MBA     | 1 giro   | 27      |       |
| 19   | Thomas Pedersen    | MBA     | 1 giro   | 29      |       |
| 20   | Giuseppe Ascareggi | MBA     | 1 giro   | 32      |       |
| 21   | Ian McConnachie    | Arfryn  | 1 giro   | 31      |       |
| 22   | Peter Sommer       | MBA     | 1 giro   | 33      |       |
| 23   | Doug Flather       | MBA     | 1 giro   | 34      |       |
| 24   | Robert Hmeljak     | MBA     | 1 giro   | 36      |       |
| 25   | Steve Mason        | MBA     | 1 giro   | 37      |       |

### Ritirati
| Pilota            | Moto    | Motivo | Griglia |
| ----------------- | ------- | ------ | ------- |
| Henk van Kessel   | MBA     |        | 4       |
| Eugenio Lazzarini | Garelli |        | 5       |
| Hans Müller       | MBA     |        | 9       |
| Willy Pérez       | MBA     |        | 11      |
| Alex Bedford      | MBA     |        | 14      |
| Lucio Pietroniro  | MBA     |        | 15      |
| Peter Balaz       | MBA     |        | 19      |
| Robin Appleyard   | MBA     |        | 21      |
| Neil Robinson     | MBA     |        | 22      |
| Beat Sidler       | MBA     |        | 28      |
| Jacques Grandjean | MBA     |        | 35      |
| August Auinger    | MBA     |        | 2       |

## Classe sidecar
L'equipaggio leader della classifica Egbert Streuer-Bernard Schnieders vince la penultima gara stagionale battendo Rolf Biland-Kurt Waltisperg dopo un duello ravvicinato. Si piazzano terzi e quarti i principali contendenti al titolo, Schwärzel-Huber e Michel-Fresc; Streuer può così arrivare all'ultima gara con un vantaggio di 7 punti su Schwärzel e di 12 punti su Michel, mentre Biland, campione uscente, è matematicamente fuori dalla lotta.

### Arrivati al traguardo (posizioni a punti)[4]
| Pos | Pilota           | Passeggero         | Moto         | Tempo    | Punti |
| --- | ---------------- | ------------------ | ------------ | -------- | ----- |
| 1   | Egbert Streuer   | Bernard Schnieders | LCR-Yamaha   | 31'10"21 | 15    |
| 2   | Rolf Biland      | Kurt Waltisperg    | LCR-Yamaha   | 31'10"55 | 12    |
| 3   | Werner Schwärzel | Andreas Huber      | LCR-Yamaha   | 31'19"61 | 10    |
| 4   | Alain Michel     | Jean-Marc Fresc    | LCR-Yamaha   | 31'57"26 | 8     |
| 5   | Derek Jones      | Brian Ayres        | LCR-Yamaha   | 31'59"10 | 6     |
| 6   | Masato Kumano    | Helmut Diehl       | LCR-Yamaha   | 32'10"77 | 5     |
| 7   | Rolf Steinhausen | Wolfgang Kalauch   | Busch-Yamaha |          | 4     |
| 8   | Mick Boddice     | Chas Birks         | LCR-Yamaha   |          | 3     |
| 9   | Theo van Kempen  | Geral de Haas      | LCR-Yamaha   |          | 2     |
| 10  | René Progin      | Yvan Hunziker      | LCR-Yamaha   |          | 1     |